# Lobelia margarita
Lobelia margarita är en klockväxtart som beskrevs av Franz Elfried Wimmer. Lobelia margarita ingår i släktet lobelior, och familjen klockväxter. Inga underarter finns listade i Catalogue of Life.